# NGC 936
NGC 936 је спирална галаксија у сазвежђу Кит која се налази на NGC листи објеката дубоког неба.
Деклинација објекта је - 1° 9' 23" а ректасцензија 2h 27m 37,5s. Привидна величина (магнитуда) објекта NGC 936 износи 10,2 а фотографска магнитуда 11,1. Налази се на удаљености од 20,925 милиона парсека од Сунца. NGC 936 је још познат и под ознакама UGC 1929, MCG 0-7-17, CGCG 388-18, PGC 9359.